# Parahepomidion burgeoni
Parahepomidion burgeoni är en skalbaggsart som beskrevs av Stefan von Breuning 1936. Parahepomidion burgeoni ingår i släktet Parahepomidion och familjen långhorningar. Inga underarter finns listade i Catalogue of Life.